# Hieracium ampliceps
Hieracium ampliceps es una especie de planta con flor del género Hieracium, de la familia Asteraceae, orden Asterales.

## Distribución
Hieracium ampliceps se distribuye por Noruega y Suecia.

## Taxonomía
Fue descrita científicamente por (Stenstr.) Johanss. Fue publicada en Ark. Bot. 21A(15): 54 (1928).